# Peckoviny
Peckoviny je souhrnný název pro skupinu ovocných dřevin, jde o ovocnářské rozdělení dřevin, kterou lze nejblíže vztahovat k botanickému rozdělení podle plodu. Je založeno na poznání, že jedlý plod v podmínkách Střední Evropy historicky často pěstované skupiny ovocných dřevin obsahuje velkou pevnou strukturu uvnitř, pecku a dobře dokáže zprostředkovat tuto informaci.
Někteří ovocnáři dělí dále odborně peckoviny podle barvy slupky, obvykle na červené peckoviny a modré peckoviny. Do modrých peckovin jsou řazeny i druhy a odrůdy slivoně s červenou nebo žlutou slupkou a do červených i některé slivoně s jinou (žlutou, bělavou) barvou slupky. Toto rozdělení peckovin na červené a modré bývá používáno spíše vzácně a spíše zahrádkáři. V praxi je používáno spíše botanické taxonomické označení.
Dělení je nejčastěji používáno spíše k zjednodušenému vyjádření pro zobecnění společných vlastností některých pěstovaných druhů dřevin (nároky na řez, statistika sklizně, apod.). Dalšími takovými skupinami jsou jádroviny a bobuloviny (také někdy označené souhrnně jako drobné ovoce), skořápkoviny. V zemědělství jsou takovými skupinami například obilniny a okopaniny. Takové zjednodušení může být někdy užitečné, jindy by ale mohlo zkreslovat skutečnosti, nebo může být dokonce zcela zavádějící, protože vlastnosti i do skupin zahrnutých druhů jsou mnoha ohledech docela specifické.
Do peckovin patří: višeň, slivoň, třešeň, meruňka, broskvoň. Podobné rozdělení je v Evropě používáno například v němčině, kde je pro tyto druhy používán název steinobst.
Plodem peckovin je peckovice. Do peckovin ovšem není například řazen ořešák královský, mandloň, kokosová palma, ani černý bez jejichž plodem je rovněž peckovice, ani maliník, ačkoliv jeho souplodí tvoří rovněž peckovice. Z uvedeného vyplývá, že všechny druhy ovoce plodících peckovice nelze řadit do peckovin.

## Galerie

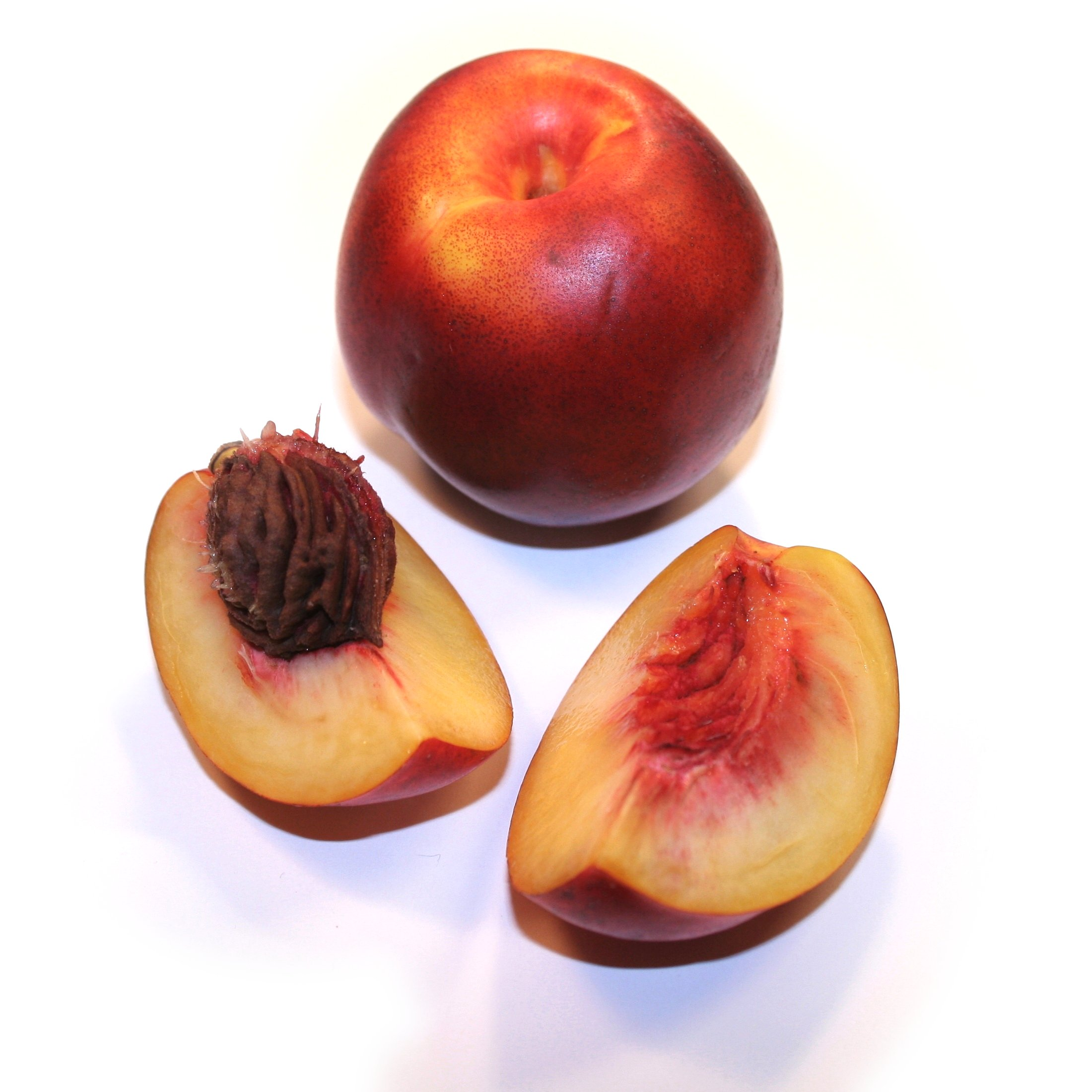
Nektarinka
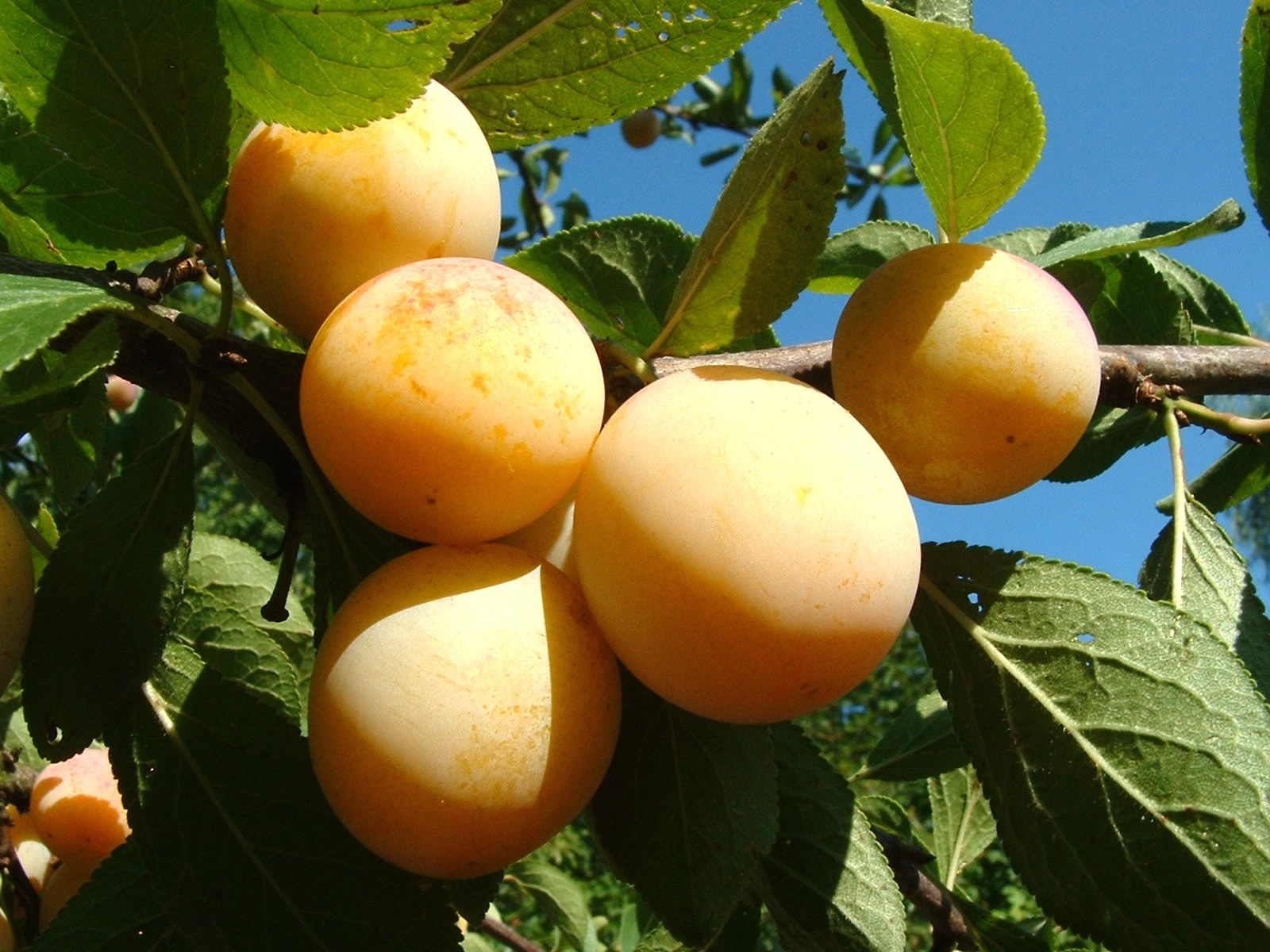
Mirabelka
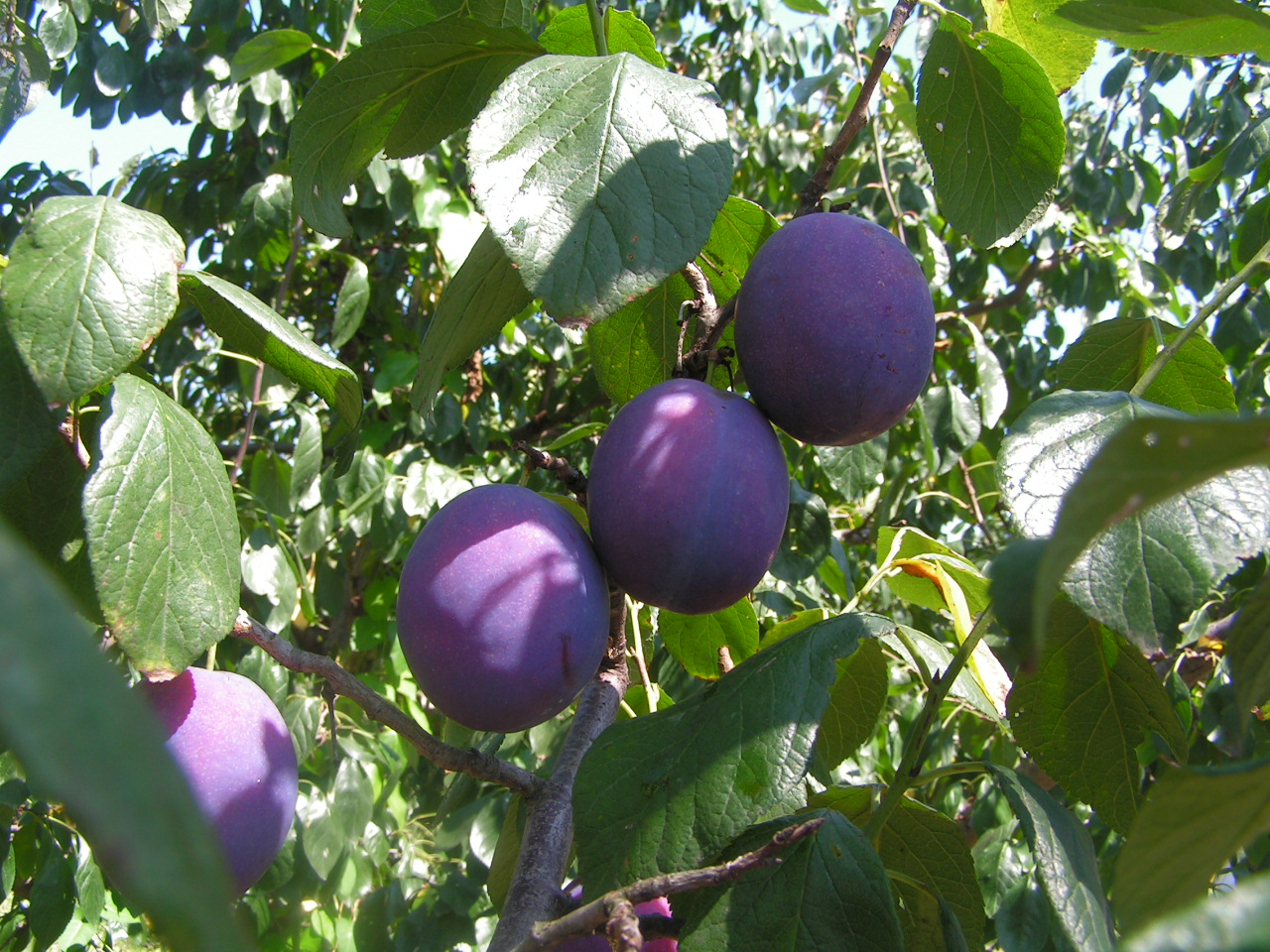
Bluma
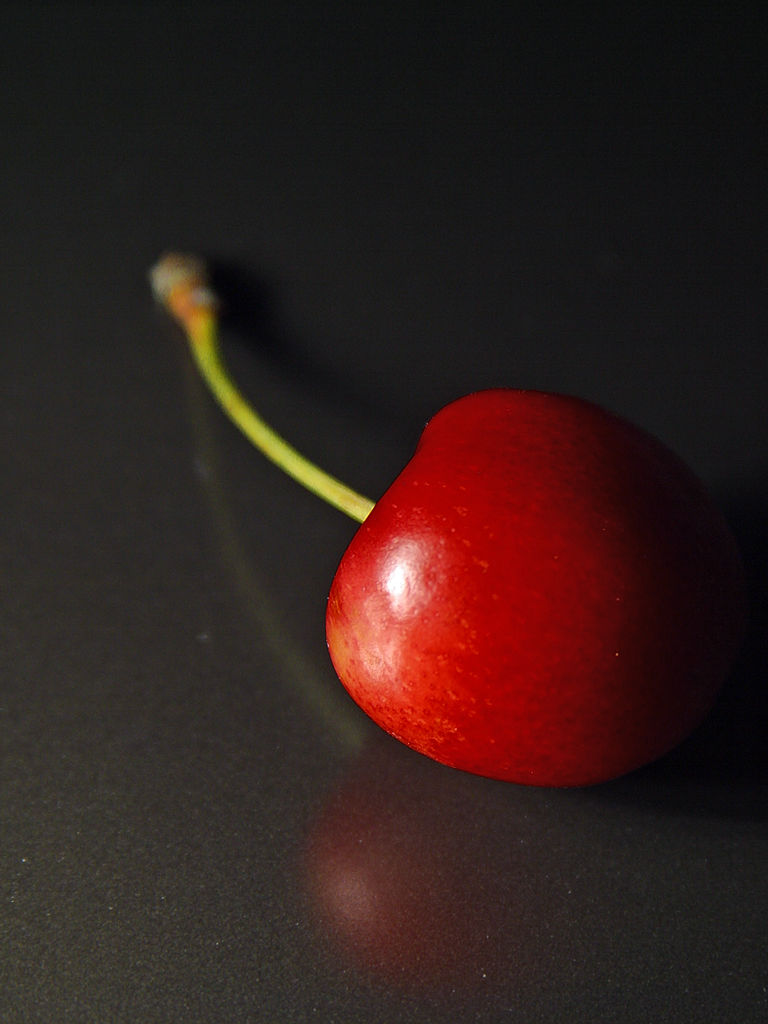
Třešeň
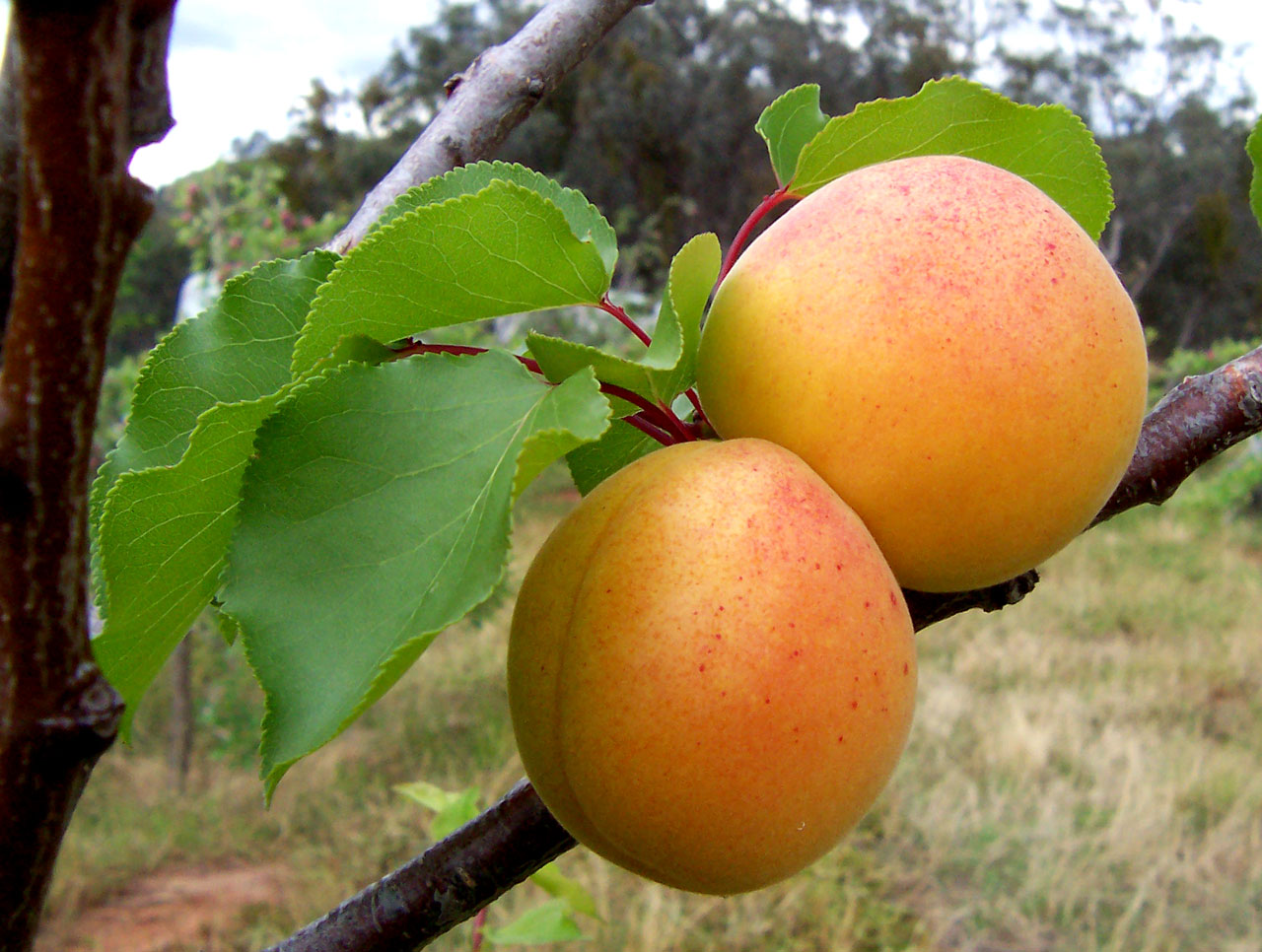
Meruňka obecná